# 香水月季
香水月季为蔷薇科蔷薇属下的一个种。
常绿或半常绿攀援灌木，花期6-9月。

## 扩展阅读
- 維基物種上的相關：香水月季